# Ulises Odio Santos
Ulises Odio Santos (Puntarenas, 25 de noviembre de 1917 - San José, 17 de septiembre de 2008) fue un jurista costarricense, Presidente de la Corte Suprema de Justicia de Costa Rica de 1983 a 1986.

## Datos personales
Nació en Puntarenas, el 25 de noviembre de 1917. Fue hijo de Emiliano Odio Méndez y Concepción Santos Badilla. Se casó con Norma Orozco Saborío.
Se graduó de abogado en la Universidad de Costa Rica.

## Carrera judicial
Desde los 21 años de edad empezó a trabajar en el Poder Judicial, como escribiente. Posteriormente fue alcalde Primero de Trabajo (1946-1951) y Juez Segundo Civil (1951-1964). 
En 1964 la Asamblea Legislativa lo eligió Magistrado de la Sala Segunda Civil de la Corte Suprema de Justicia, cargo para el que fue reelegido en 1971 por un segundo período de ocho años, que no concluyó porque en 1975 fue elegido como Magistrado de la Sala de Casación para el período 1975-1983.

## Presidente de la Corte Suprema de Justicia
En 1983 fue designado como Presidente de la Corte Suprema de Justicia de Costa Rica y de la Sala Primera de Casación para el período 1983-1987. 
Participó en la redacción de diversos códigos y leyes y puso gran interés en la preparación profesional de los funcionarios judiciales. Se jubiló en 1986. 

## Fallecimiento
Falleció en San José, el 17 de septiembre de 2008 a los 90 años de edad.